# Inna Sovsun
Inna Romanovna[Quoi ?] Sovsun (en ukrainien : Інна Романівна Совсун, Inna Romanivna Sovsoun), née le 21 septembre 1984 à Kharkiv, est une femme politique ukrainienne. Elle est membre de la Rada, le parlement ukrainien, depuis le 29 août 2019.

## Enfance et éducation
Inna Sovsun est née le 21 septembre 1984 à Kharkiv. Après avoir obtenu son diplôme dans une école de la ville, elle entre à l'Académie nationale de Kiev-Mohyla, où elle obtient une licence en science politique en 2005. Elle poursuit ses études dans le même domaine et obtient une maîtrise en science politique de l'université nationale Taras-Chevtchenko de Kiev. En 2006-2007, elle étudie à l'université de Lund en Suède où elle obtient une maîtrise en politique européenne. De 2009 à 2012, elle est inscrite à un programme de doctorat en sciences politiques à l'Académie nationale de Kiev-Mohyla, mais n'est pas en mesure de terminer sa thèse,. De 2018 à 2019, elle étudie la politique éducative à l'université de Californie à Berkeley en tant que boursière Fulbright.

## Carrière

### Débuts
Pendant ses études à l'université, Inna Sovsun commence à s'engager activement dans des activités sociales. Elle milite pour le mouvement Save the Old Kiev, qui tente de contrer le développement illégal de la partie historique de la ville de Kiev.
Par la suite, elle travaille comme chef de projet éducatif au sein du réseau civil OPORA. En 2009, elle devient cofondatrice et responsable du centre d'analyse à but non lucratif CEDOS (anciennement le Centre d'études sur la société), qu'elle dirigera jusqu'à sa nomination en 2010 au poste de sous-ministre,. Elle est chargée de la politique et de l'analyse de l'éducation du centre et combine ses activités sociales avec le travail de maître de conférences au Département de science politique de l'Académie Kiev-Mohyla sous la direction de Serhiy Kvit,.

### Ministère de l'Éducation et des Sciences
Le 22 février 2014, Viktor Ianoukovitch est destitué par le Parlement. Serhiy Kvit est nommé au poste de ministre de l'éducation. Inna Sovsun est alors désignée comme vice-ministre de l'éducation le 19 mars 2014. Agée de 29 ans, elle devient la plus jeune vice-ministre de l'histoire du gouvernement ukrainien. Ce choix est considéré comme une « nomination choc » en raison de son manque d'expérience politique.
De mars 2014 à août 2016, Inna Sovsun occupe donc le poste de vice-ministre de l'éducation et des sciences de l'Ukraine. Avec son soutien actif, la loi sur l'enseignement supérieur est mise en œuvre, ce qui a élargi l'autonomie des établissements d'enseignement supérieur, assuré le respect de l'intégrité académique, introduit un nouveau modèle de financement universitaire, etc. Elle participe également à l'élaboration d'une loi souhaitant réformer les normes de l'enseignement pré-supérieur, permettant aux futurs diplômés d'assister à la première année des universités européennes immédiatement après l'école. Cependant, certaines des réformes proposées sont critiquées car elles entraîneraient le licenciement d'« au moins dix mille » enseignants, la fermeture de petites écoles rurales et l'éloignement de certains étudiants de l'enseignement supérieur vers la formation professionnelle.
Le 23 août 2016, le Conseil des ministres démet Inna Sovsun de ses fonctions de vice-ministre de l'Éducation et des Sciences.

### École d'économie de Kyiv
En septembre 2016, elle devient vice-présidente et chargée de cours à la Kyiv School of Economics (KSE) de l'université nationale de Kiev-Mohyla-Académie.

### Parlement
Elle est membre de la Rada, le parlement ukrainien, depuis le 29 août 2019, à la suite des élections législatives de 2019. Elle est en 16e position de la liste du parti Voix, qui obtient 20 sièges au cours de ces élections.
Du 9 septembre 2019 au 2 juin 2020, elle dirige la sous-commission de l'éducation tout au long de la vie et de l'éducation extrascolaire de la commission de l'éducation, de la science et de l'innovation. Par la suite, elle rejoint la commission sur l'énergie, le logement et les services communaux. Elle est également membre de la partie ukrainienne du Comité parlementaire de la partie ukrainienne du Comité d'association parlementaire.
Fin juillet 2021, Inna Sovsun a rejoint la rédaction et la soumission de près de 110 projets de loi. Elle a déposé plus de 200 amendements à neuf projets de loi dont 152 au projet de loi sur l'enseignement secondaire. Seuls 26 de ses amendements ont été pleinement pris en compte. Elle s'exprime également régulièrement avec 74 représentations à cette date. Elle emploie sept assistants : trois d'entre eux sont salariés, les autres travaillant sur la base du volontariat.

## Prises de position
Lors de l'invasion de l'Ukraine par la Russie en 2022, elle se dit « prête à [se] battre ».

## Affaires

### Tir de voiture
En 2015, elle est impliquée dans un incident durant lequel un agresseur tire sur sa voiture officielle. L'agresseur, un policier de la région de Donetsk, ouvre le feu depuis le 4e étage d'un immeuble résidentiel. Inna Sovsun se trouve dans son bureau à ce moment-là et ne subit aucune blessure. Les motivations possibles de l'agresseur pourraient être l'ivresse et l'hooliganisme. Une version est également apparue dans les médias selon laquelle le bombardement de la voiture aurait été une sorte d'avertissement à l'attention du ministre Serhiy Kvit en raison de son « activité violente au ministère».

### Serhiy Kvit
La carrière d'Inna Sovsun est étroitement liée à Serhiy Kvit puisqu'au cours de sa gestion de l'Académie Kiev-Mohyla, elle devient enseignante (plus tard maître de conférences) et, après sa prise de fonction en tant que ministre de l'Éducation, sa première adjointe. Le public et la communauté politique ont été surpris par ce choix, Inna Sovsun n'ayant pas l'expérience pertinente.
Durant leur mission au ministère, certains médias émettent ainsi l'hypothèse qu'entre le ministre et son adjointe n'existe pas seulement une relation de travail. Une rumeur sur l'existence d'escaliers et d'entrées secrets entre leurs bureaux circule. Cependant, tous ces soupçons demeurent des rumeurs, et les protagonistes eux-mêmes ne prennent pas la peine de commenter cette affaire.

## Vie privée
Inna Sovsun a un fils, Martyn.